# زمستان نارضایتی
زمستان نارضایتی (عربی: الشتا إللى فات) فیلمی در ژانر درام به کارگردانی ابراهیم البطوط است که در سال ۲۰۱۲ منتشر شد. از بازیگران آن می‌توان به عمرو واکد اشاره کرد. این فیلم رقابت دهنده برای کسب جایزه اسکار بهترین فیلم خارجی‌زبان در هشتاد و ششمین دوره جوایز اسکار از مصر بود.